# Lucio Ortensio
Lucio  Ortensio (in latino Lucius Hortensius; fl. II secolo a.C.) fu un politico della Repubblica romana.

## Biografia
Lucio era un membro della gens plebea Hortensia ed era, forse, anche zio del celebre oratore Quinto Ortensio Ortalo. Secondo Broughton, nel 121 a.C. potrebbe essere stato legatus di Quinto Mucio Scevola durante il governo di quest'ultimo nelle province dell'Asia minore. Inoltre fu probabilmente testimone a favore durante il processo contro lo stesso Quinto Mucio Scevola avvenuto nel 120 a.C..
Sempre secondo Broughton potrebbe essere stato pretore in Sicilia nel 111 a.C..
Quello che è certo che nel 109 a.C. riuscì ad essere eletto console per l'anno successivo, ma fu processato e condannato prima di entrare in carica, molto probabilmente con l'accusa di corruzione al fine di ottenere l'elezione. Fu condannato all'esilio e gli fu tolta la cittadinanza romana. Al suo posto fu nominato console Marco Aurelio Scauro.